# Manio Rabuleyo
Manio Rabuleyo (en latín, Manius Rabuleius) fue un político romano de la República temprana. Fue uno de los miembros del segundo decenvirato del año 450 a. C. Dionisio de Halicarnaso lo llama patricio, mientras señala a otro Rabuleyo (Cayo Rabuleyo) como un plebeyo.